# Ocyptamus micropelecinus
Ocyptamus micropelecinus är en tvåvingeart som först beskrevs av Shannon 1927.  Ocyptamus micropelecinus ingår i släktet Ocyptamus och familjen blomflugor.
Artens utbredningsområde är Bolivia. Inga underarter finns listade i Catalogue of Life.